# کاخ وال‌اوری
کاخ وال‌اوری (به انگلیسی: Château Val-Ory) که گاهی کاخ والُری نیز نوشته می‌شود، باغ‌ویلایی در جزیرۀ موریس است که به ایران تعلق دارد. در شهریور ۱۳۲۰، نیروهای انگلیسی وارد ایران شدند و شاه ایران را خلع و تبعید کردند. رضاشاه در ۱۶ مهر همان سال، با کشتی انگلیسی‌ها به موریس رسید و در ویلایی بزرگ به نام وال‌اوری در این جزیره اقامت گزید.

## تاریخچه

رضاشاه و خانواده‌اش در دوران تبعید

پس از حملۀ انگلستان و اتحادیۀ جماهیر شوروی به ایران و اشغال آن در ۲۵ اوت ۱۹۴۱، انگلیسی‌ها پیشنهاد کردند که در صورت موافقت رضاشاه به زندگی در تبعید، خانواده او را در قدرت نگه دارند. رضاشاه از سلطنت کناره‌گیری کرد و نیروهای انگلیسی به سرعت او و فرزندانش را به موریس بردند، جایی که او در کاخ وال‌اوری در جادۀ بویس-چری در روستای موکا زندگی می‌کرد. متعاقباً، او به دوربان و سپس به خانه‌ای در خیابان یانگ شمارۀ ۴۱ در محلۀ پارکتاون ژوهانسبورگ، آفریقای جنوبی فرستاده شد، او در ۲۶ ژوئیۀ ۱۹۴۴ در سن شصت و شش سالگی در همین محل درگذشت.

## فروش ملک
کاخ وال‌آوری در وضعیتی فرسوده به سر می‌برد و به همین دلیل در سال ۱۳۹۷ وزارت امور خارجه تقاضانامه‌ای به هیئت دولت ارائه کرد تا بتواند براساس مجوز دولت، این کاخ را فروخته و درآمد ناشی از فروش این ملک پس از واریز به حساب خزانۀ عمومی کشور صرف تکمیل برخی پروژه‌های مدنظر وزارت امور خارجه شود. که البته این ماجرا اعتراضاتی در پی داشت.